# Senones (municipi)
|  | No s'ha de confondre amb Sennones o Senonnes. |

Senones és un municipi francès al departament dels Vosges i a la regió de Gran Est. El 2021 tenia 2.364 habitants.